# Rathinda amor
Rathinda amor är en fjärilsart som beskrevs av Fabricius 1775. Rathinda amor ingår i släktet Rathinda och familjen juvelvingar. Inga underarter finns listade.

## Bildgalleri

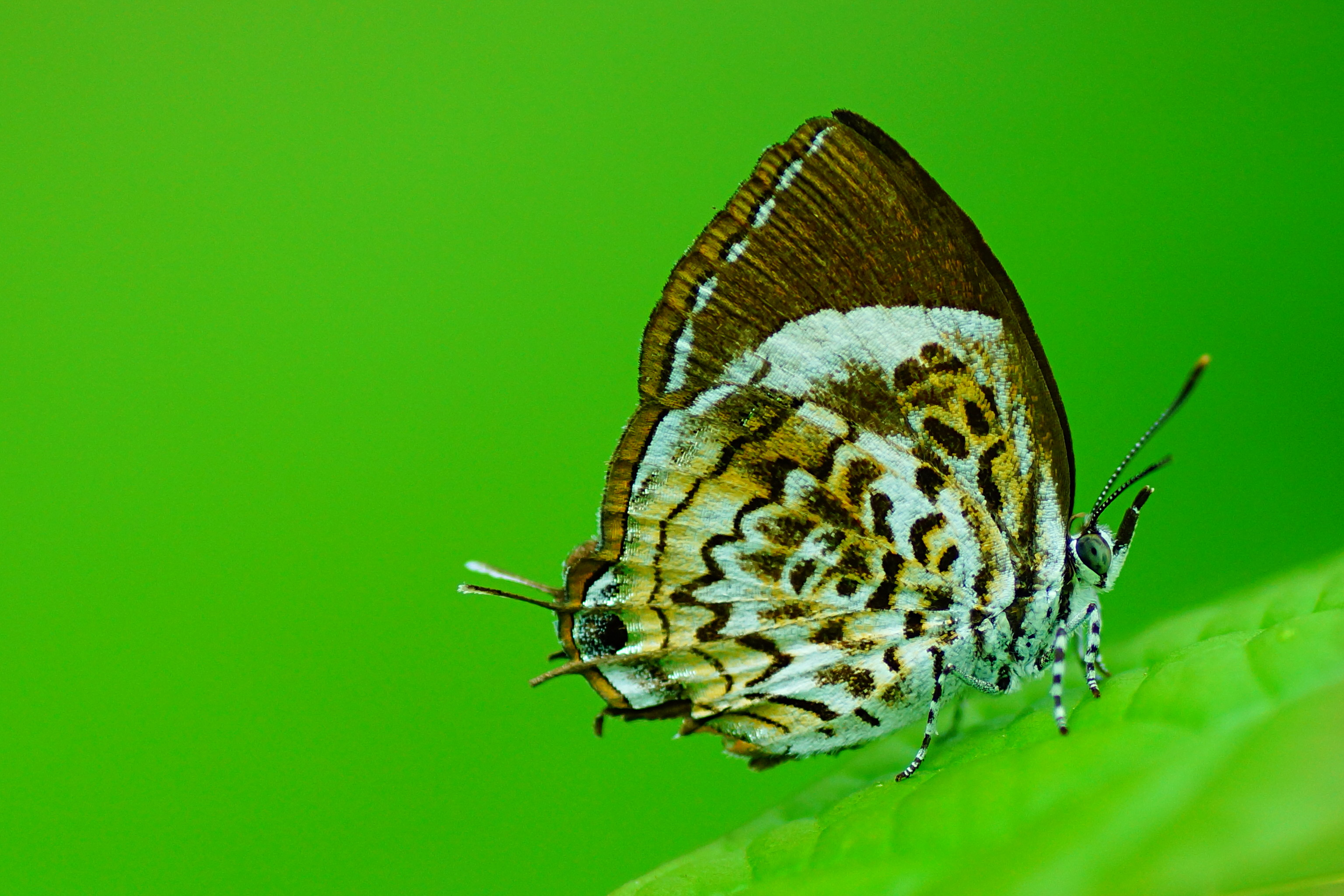
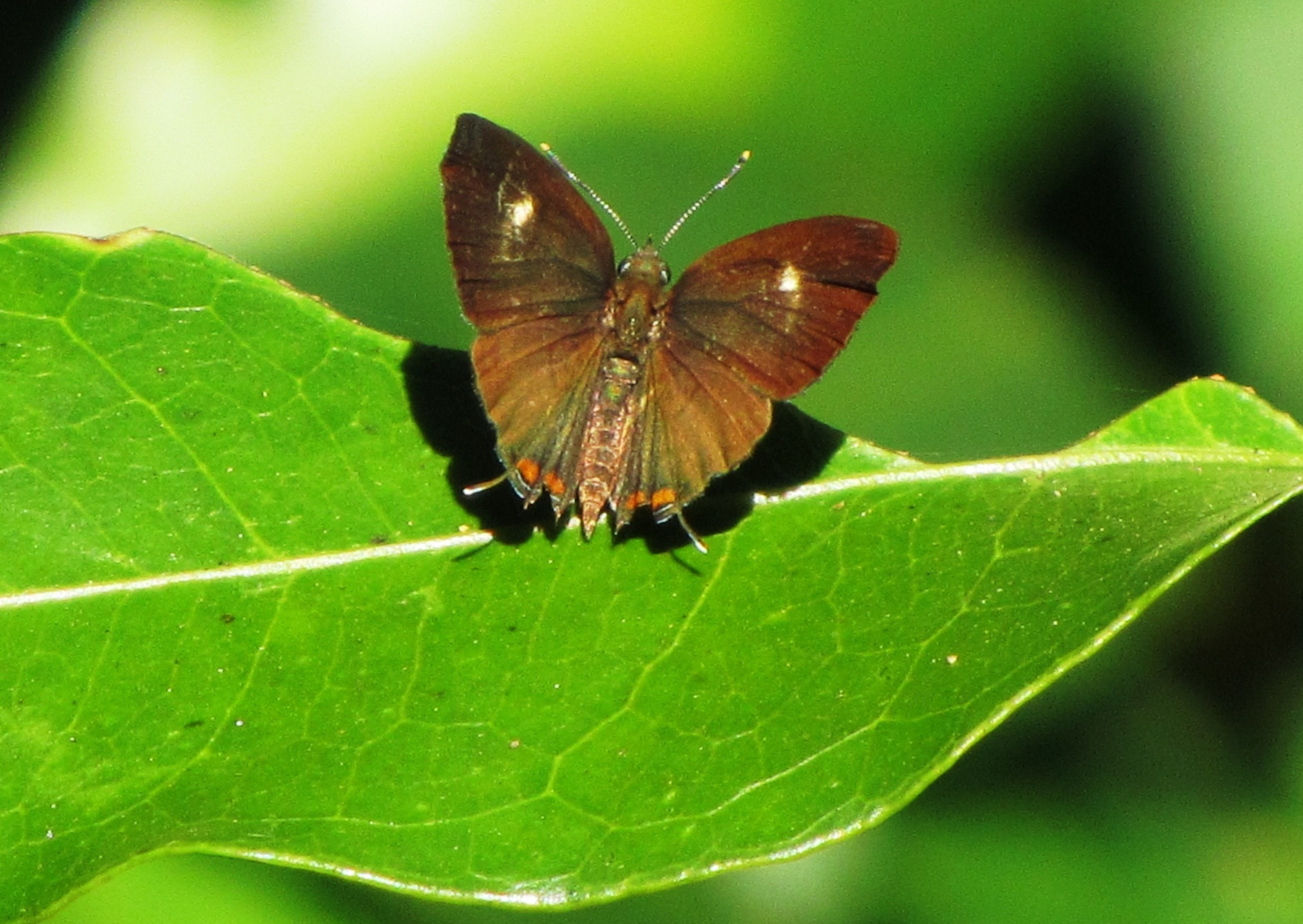
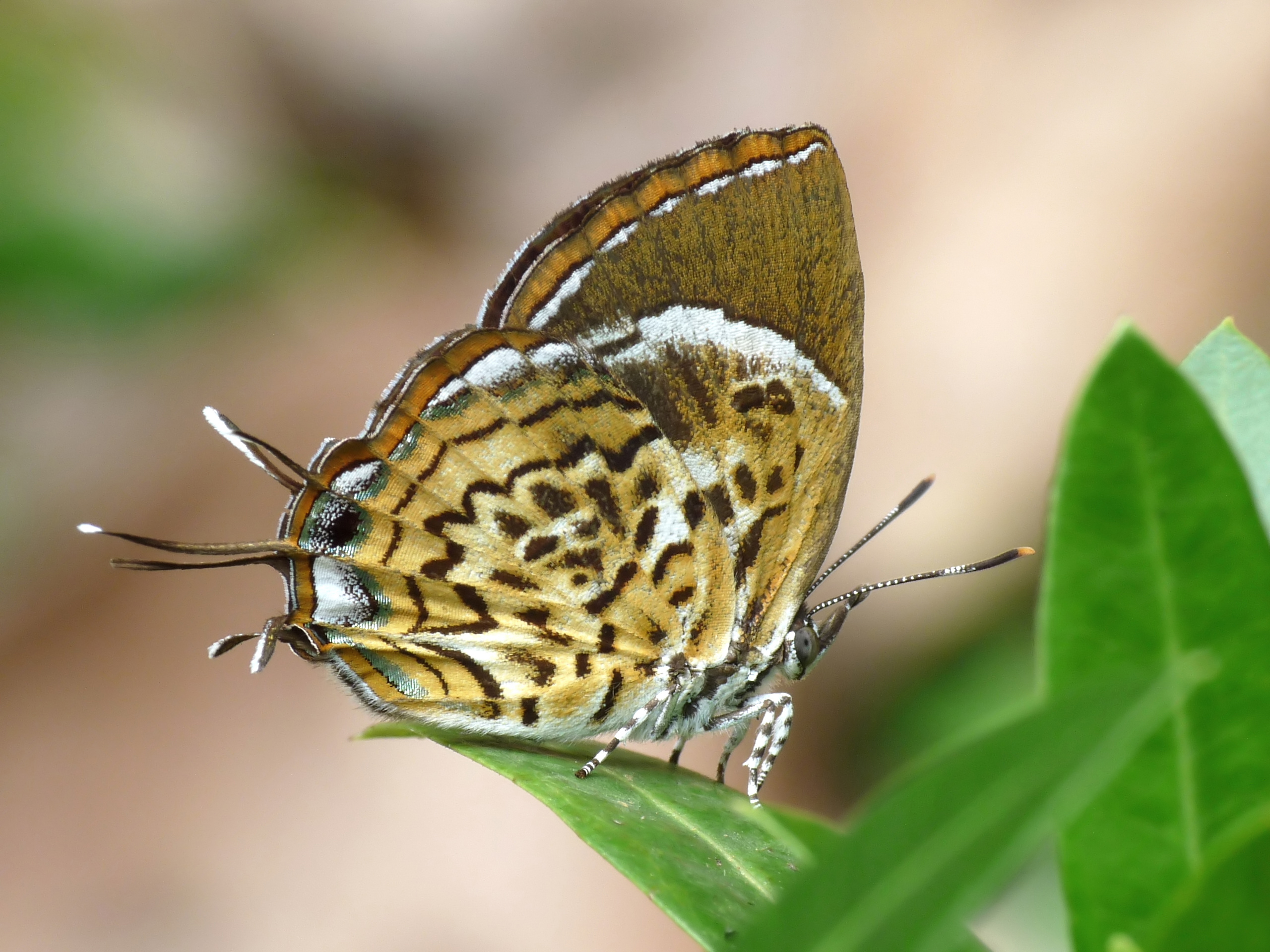
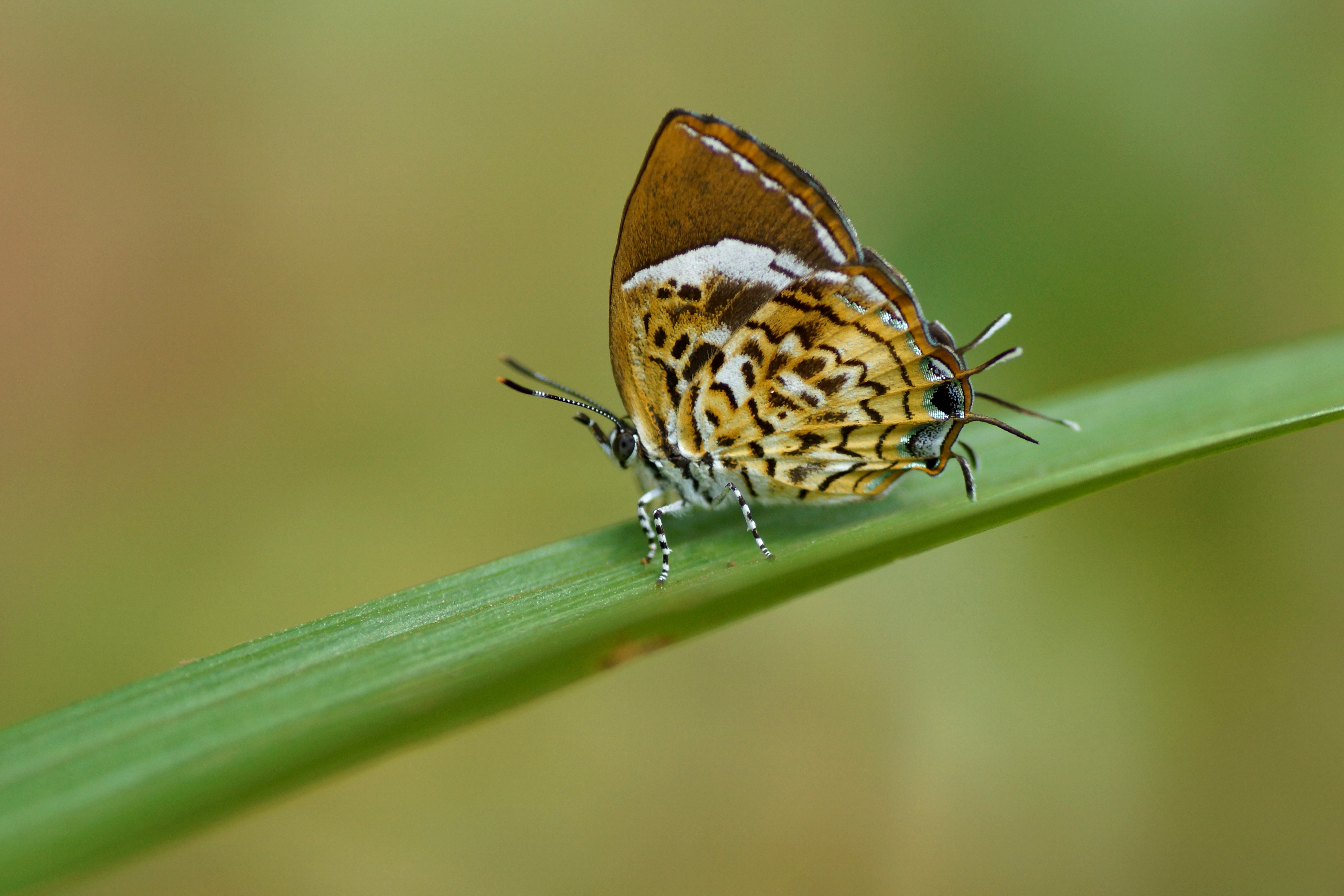